# Gracie (film)
Gracie is een film uit 2007 onder regie van Davis Guggenheim. Carly Schroeder speelt de titelrol, hoewel de studio eigenlijk een nieuwkomer wilde voor de rol van Gracie. De film is gebaseerd op het leven van Elisabeth Shue, die ook in de film te zien is.

## Verhaal
1978. Gracie Bowen is het enige meisje in een gezin van drie broers. Iedereen in de familie houdt van voetbal, waardoor Gracie er ook in betrokken raakt en dus een tomboy is. Hun leven verandert drastisch wanneer haar oudere broer Johnny omkomt bij een auto-ongeluk.
Gracie probeert het verdriet en het ongeluk in de familie te vermijden door zich aan te melden voor het jongensvoetbalteam van haar school, om de plaats van Johnny over te nemen. Gracie krijgt nu te maken met de spot van haar teamleden, die Gracie niet serieus nemen omdat ze een meisje is en van haar ouders, omdat haar vader denkt dat ze niet sterk genoeg is en omdat haar moeder sowieso niet van voetbal houdt. Gracie blijft echter vastberaden in het team.

## Rolverdeling
- Carly Schroeder - Grace Bowen
- Dermot Mulroney - Bryan Bowen
- Elisabeth Shue - Lindsay Bowen
- Andrew Shue - Coach Owen Clark